# Spangbergiella mexicana
Spangbergiella mexicana är en insektsart som beskrevs av Baker 1897. Spangbergiella mexicana ingår i släktet Spangbergiella och familjen dvärgstritar. Inga underarter finns listade i Catalogue of Life.